# (669) Kypria
(669) Kypria ist ein Asteroid des Hauptgürtels, der am 20. August 1908 vom deutschen Astronomen August Kopff in Heidelberg entdeckt wurde. 
Der Asteroid wurde benannt nach dem verlorenen Gedicht Kypria, das Homer zugeschrieben wird.